# Wojtkowa Wieś
Wojtkowa Wieś es un pueblo de Polonia, en Mazovia.  Se encuentra en el distrito (Gmina) de Ojrzeń, perteneciente al condado (Powiat) de Ciechanów. Se encuentra aproximadamente a 2 km al oeste de Ojrzeń, 14 km al suroeste de Ciechanów, y a 70 km  al noroeste de Varsovia. 
Entre 1975 y 1998 perteneció al voivodato de Ciechanów.